# Jasnohorodka (rejon wyszogrodzki)
Jasnohorodka (ukr. Ясногородка) – wieś na Ukrainie, w obwodzie kijowskim, w rejonie wyszogrodzkim. W 2001 liczyła 585 mieszkańców.